# Oriel Park
Oriel Park es un estadio de fútbol situado en la ciudad de Dundalk, en la República de Irlanda. El estadio fue inaugurado en 1919 y desde 1926 es el campo del Dundalk FC, un equipo que juega en la Liga irlandesa de fútbol. El recinto posee una capacidad para 5500 personas.
En febrero de 2005, Dundalk FC anuncia un programa de reforma completa del estadio. El campo de césped natural se sustituye por una superficie sintética (FieldTurf), terreno adecuado para cualquier condición climática, con un costo de 1,5 millones de euros, siendo este el primer estadio irlandés en ser equipado con esta superficie. En 2006 el estadio fue equipado con un centro de formación y nueva estructura deportiva: vestuarios, gimnasio, salas de prensa y un aparcamiento subterráneo. En 2007, el techo de la tribuna principal se reemplaza después de ser dañado después de una tormenta particularmente violenta. La capacidad del estadio esta limitada para 6000 asientos por razones de seguridad y normas de la UEFA.
Con la clasificación del Dundalk FC a la UEFA Europa League 2010-11, el club decide emprender una nueva transformación del estadio con la implementación de una nueva tribuna de asientos para 3000 plazas.
Esta expansión permitió que el estadio sea sede de partidos de la Europa League y partidos internacionales de categorías juveniles.
En 1994, el estadio celebró varias reuniones Campeonato de Europa Sub-16 de la UEFA.

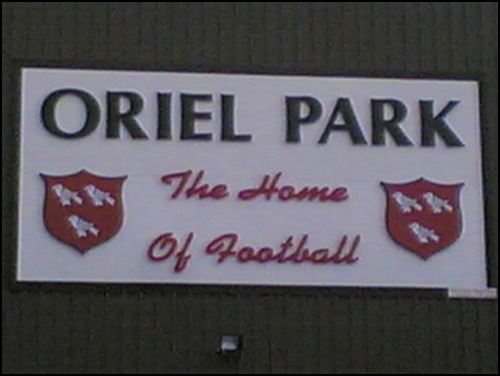